# Rio Pardo (Ribeira)
Der Rio Pardo ist zusammen mit seinem Oberlauf Rio Pardinho ein etwa 106 km langer rechter Nebenfluss des Rio Ribeira de Iguape im Osten des brasilianischen Bundesstaats Paraná auf der Grenze zum Staat São Paulo.

## Etymologie
Rio Pardo bedeutet auf Deutsch Brauner Fluss. Pardinho ist die Verkleinerungsform, könnte also mit Braunes Flüsschen übertragen werden.

## Geografie

### Lage
Das Einzugsgebiet des Rio Pardo befindet sich auf dem Primeiro Planalto Paranaense (Erste oder Curitiba-Hochebene von Paraná).

### Verlauf
Sein Quellgebiet liegt im Munizip Guaraqueçaba im Grenzbereich zum Munizip Barra do Turvo im Staat São Paulo. Es liegt auf 1.207 m Meereshöhe in der Serra da Virgem Maria etwa 10 km südlich der Ortschaft São Pedrinho in der Nähe der BR-116.
Der Fluss verläuft in nördlicher Richtung. Nach etwa 22 km nimmt er an der Grenze zwischen Campina Grande do Sul und Bocaiuva do Sul von links den Rio Capivari auf. Ab hier heißt er Rio Pardo. Nördlich der rechtsseitigen Einmündung des Rio Turvo wendet er sich nach Westen, bis er den Rio Ribeira erreicht.
Er bildet auf seinem gesamten Lauf die Grenze zwischen den Staaten Paraná und São Paulo.
Er fließt zwischen Munizipien Adrianópolis und Iporanga von rechts in den Rio Ribeira. Er mündet auf 86 m Höhe. Er ist zusammen mit seinem Oberlauf Rio Pardinho etwa 106 km lang.

### Munizipien im Einzugsgebiet
Am Rio Pardo liegen die sechs Munizipien
links, im Staat Paraná:
- Guaraqueçaba
- Campina Grande do Sul
- Bocaiuva do Sul
- Adrianópolis

rechts, im Staat São Paulo:
- Barra do Turvo
- Iporanga.

### Nebenflüsse
links:
- Rio Capivari
- Rio Uberaba
- Rio Pimentas

rechts:
- Rio Turvo
- Córrego do Limoeiro.